# Segelfluggelände Neu Gülze

i7
i11
i13
Das Segelfluggelände Neu Gülze liegt in der Gemeinde Neu Gülze im Landkreis Ludwigslust-Parchim in Mecklenburg-Vorpommern, etwa 1,5 km südöstlich von Neu Gülze und etwa 5 km östlich von Boizenburg/Elbe.

## Flugbetrieb
Das Segelfluggelände ist mit einer 800 m langen und 50 m breiten Start- und Landebahn aus Gras (Richtung 07/25) ausgestattet. Die Start- und Landebahn beinhaltet einen 300 m langen und 10 m breiten Streifen aus Beton. Das Segelfluggelände besitzt eine Betriebszulassung für Segelflugzeuge, Motorsegler, Hängegleiter und am Platz stationierte Ultraleichtflugzeuge. Der Start von Segelflugzeugen erfolgt per Windenstart oder Flugzeugschlepp.
Der Betreiber des Segelfluggeländes ist die Akademische Fliegergruppe Hamburg e. V. von 1984.

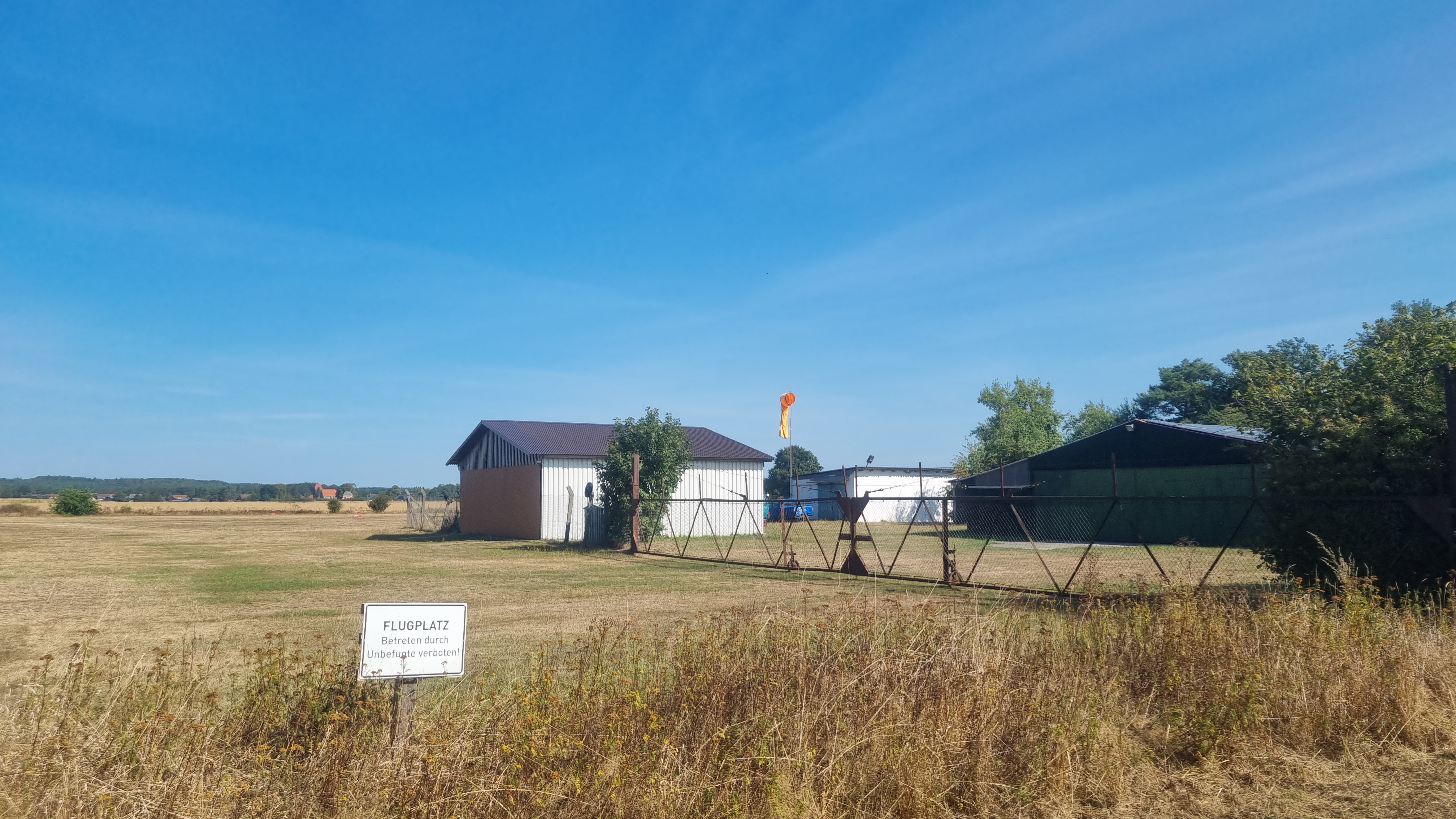
Hallen am Segelfluggelände